# Preolímpico de Concacaf de 1976
El Preolímpico de Concacaf de 1976 fue el torneo clasificatorio de fútbol de América del Norte, América Central y el Caribe para los Juegos Olímpicos de Montreal 1976.
Las selecciones calificadas fueron Canadá (por ser el anfitrión), México, Guatemala y Cuba. Este último fue en reemplazo de Uruguay, representante de Conmebol, ya que desistió ir.

## Formato
Los equipos se dividieron por sus zonas geográficas correspondientes, zona de Norteamérica, zona de Centroamérica y zona del Caribe.
Irán avanzando en partidos de eliminación directa a visita recíproca y en caso de empate global, jugarán un tercer encuentro. Los ganadores de cada zona califican a la triangular final donde el primer y segundo lugar califican al evento olímpico de fútbol.

## Equipos participantes
- En cursiva las selecciones que participan por primera vez.

| Equipos participantes | Equipos participantes | Equipos participantes | Equipos participantes |
| --------------------- | --------------------- | --------------------- | --------------------- |
| Barbados              | Bermudas              | Costa Rica            | Cuba                  |
| República Dominicana  | Estados Unidos        | Guayana Neerlandesa   | Guatemala             |
| Honduras              | Jamaica               | México                | Nicaragua             |
| El Salvador           | Trinidad y Tobago     |                       |                       |

## Zona de Norteamérica

### Primera ronda
| Equipo 1 | Agr. | Equipo 2       | Ida | Vuelta |
| -------- | ---- | -------------- | --- | ------ |
| Bermudas | 3-4  | Estados Unidos | 3–2 | 0–2    |

| 20 de abril de 1975 | Bermudas                     | 3:2 (2:1) | Estados Unidos          | Estadio Nacional, Hamilton                                    |                                                               |
|                     | Bean 10', 52' · Brangman 27' |           | Stremlau 3' · Welsh 80' | Asistencia: 3 667 espectadores Árbitro(s): Luis Alberto Rojas | Asistencia: 3 667 espectadores Árbitro(s): Luis Alberto Rojas |

| 27 de abril de 1975 | Estados Unidos | 2:0 (1:0) | Bermudas | Balboa Park, San Francisco                                          |                                                                     |
|                     | Bahr 8', 58'   |           |          | Asistencia: 4 500 espectadores Árbitro(s): José Manuel Andino Pinel | Asistencia: 4 500 espectadores Árbitro(s): José Manuel Andino Pinel |

### Segunda ronda
| Equipo 1 | Agr. | Equipo 2       | Ida | Vuelta |
| -------- | ---- | -------------- | --- | ------ |
| México   | 12-2 | Estados Unidos | 8–0 | 4–2    |

| 24 de agosto de 1975 | México                                                                                   | 8:0 (2:0) | Estados Unidos | Estadio Toluca 70, Toluca de Lerdo                       |                                                          |
|                      | Rangel 27' · Tapia 30', 53', 68' · Carrillo 48' · Caballero 56', 66' · García 86' (pen.) |           |                | Asistencia: 5 000 espectadores Árbitro(s): Rómulo Méndez | Asistencia: 5 000 espectadores Árbitro(s): Rómulo Méndez |

| 28 de agosto de 1975 | Estados Unidos        | 2:4 (1:1) | México                                    | Baynard Stadium, Wilmington                              |                                                          |
|                      | Pires 1' · Chapla 58' |           | Sánchez 23' (pen.) · Rangel 61', 77', 85' | Asistencia: 5 000 espectadores Árbitro(s): Efrén Aguilar | Asistencia: 5 000 espectadores Árbitro(s): Efrén Aguilar |

## Zona de Centroamérica

### Primera ronda
| Equipo 1    | Agr. | Equipo 2  | Ida | Vuelta |
| ----------- | ---- | --------- | --- | ------ |
| El Salvador | 6-1  | Nicaragua | 4–0 | 2–1    |

| 17 de abril de 1975 | El Salvador                               | 4:0 (2:0) | Nicaragua | Estadio Flor Blanca, San Salvador |  |
|                     | Huezo 1', 17' · Cornejo 54' · Rugamas 76' |           |           |                                   |  |

| 20 de abril de 1975 | Nicaragua  | 1:2 | El Salvador   | Estadio Flor Blanca, San Salvador |  |
|                     | Blandón ?' |     | Díaz 37', 53' |                                   |  |

### Segunda ronda
| Equipo 1   | Agr. | Equipo 2    | Ida | Vuelta |
| ---------- | ---- | ----------- | --- | ------ |
| Honduras   | 0-2  | Guatemala   | 0–0 | 0–2    |
| Costa Rica | 3-1  | El Salvador | 1–0 | 2–1    |

| 6 de abril de 1975 | Honduras | 0:0 | Guatemala | Estadio Nacional, Tegucigalpa |  |

| 27 de abril de 1975 | Guatemala        | 2:0 (0:0) | Honduras | Estadio Mateo Flores, Ciudad de Guatemala |                        |
|                     | Toledo · Sánchez |           |          | Árbitro(s): Ilio Matos                    | Árbitro(s): Ilio Matos |

| 27 de julio de 1975 | Costa Rica | 1:0 (1:0) | El Salvador | Estadio Nacional, San José                                  |                                                             |
|                     | Watson 36' |           |             | Asistencia: 30 760 espectadores Árbitro(s): Kenneth Chaplin | Asistencia: 30 760 espectadores Árbitro(s): Kenneth Chaplin |

| 3 de agosto de 1975 | El Salvador | 1:2 (1:1) | Costa Rica                     | Estadio Flor Blanca, San Salvador                           |                                                             |
|                     | Zapata 44'  |           | Villalobos 17' · Barrantes 90' | Asistencia: 30 000 espectadores Árbitro(s): Anthony Nobille | Asistencia: 30 000 espectadores Árbitro(s): Anthony Nobille |

### Tercera ronda
| Equipo 1   | Agr. | Equipo 2  | Ida | Vuelta |
| ---------- | ---- | --------- | --- | ------ |
| Costa Rica | 2-3  | Guatemala | 1–1 | 1–2    |

| 30 de noviembre de 1975 | Costa Rica          | 1:1 (1:1) | Guatemala        | Estadio Nacional, San José                             |                                                        |
|                         | Elizondo 27' (pen.) |           | McNish 3' (pen.) | Asistencia: 20 183 espectadores Árbitro(s): Ilio Matos | Asistencia: 20 183 espectadores Árbitro(s): Ilio Matos |

| 7 de diciembre de 1975 | Guatemala                | 2:1 (2:0) | Costa Rica   | Estadio Mateo Flores, Ciudad de Guatemala                    |                                                              |
|                        | Sánchez 26' · McNish 38' |           | Alvarado 55' | Asistencia: 42 000 espectadores Árbitro(s): Werner Winsemann | Asistencia: 42 000 espectadores Árbitro(s): Werner Winsemann |

## Zona del Caribe

### Primera ronda
| Equipo 1 | Agr. | Equipo 2             | Ida | Vuelta | 3er partido |
| -------- | ---- | -------------------- | --- | ------ | ----------- |
| Barbados | 2-4  | Trinidad y Tobago    | 1–1 | 0–0    | 1–3         |
| Jamaica  | 3-1  | República Dominicana | 1–0 | 2–1    | -           |

| 13 de marzo de 1975 | Barbados | 1:1 | Trinidad y Tobago | Kensington Oval, Bridgetown |  |

| 20 de marzo de 1975 | Trinidad y Tobago | 0:0 | Barbados | Queen's Park Oval, Puerto España |  |

| 27 de marzo de 1975 | Trinidad y Tobago                        | 3:1 (2:0) | Barbados         | Queen's Park Oval, Puerto España                        |                                                         |
|                     | Llewellyn ?', ?' · Desconocido ?' (a.g.) |           | Clarke ?' (pen.) | Asistencia: 6 000 espectadores Árbitro(s): José Varrone | Asistencia: 6 000 espectadores Árbitro(s): José Varrone |

| 16 de marzo de 1975 | Jamaica | 1:0 | República Dominicana | Estadio Nacional, Kingston |  |

| 3 de abril de 1975 | República Dominicana | 1:2 | Jamaica | Estadio Juan Pablo Duarte, Santo Domingo |  |

### Segunda ronda
| Equipo 1            | Agr. | Equipo 2          | Ida | Vuelta | 3er partido |
| ------------------- | ---- | ----------------- | --- | ------ | ----------- |
| Cuba                | 5-2  | Jamaica           | 1–0 | 0–1    | 4–1         |
| Guayana Neerlandesa | 3-1  | Trinidad y Tobago | 2–0 | 1–1    | -           |

| 20 de julio de 1975 | Cuba          | 1:0 (0:0) | Jamaica | Estadio Pedro Marrero, La Habana |  |
|                     | Hernández 64' |           |         |                                  |  |

| 10 de agosto de 1975 | Jamaica     | 1:0 (1:0) | Cuba | Estadio Nacional, Kingston      |                                 |
|                      | Marston 24' |           |      | Asistencia: 19 000 espectadores | Asistencia: 19 000 espectadores |

| 13 de septiembre de 1975 | Cuba                             | 4:1 (2:0) | Jamaica   | Estadio Revolución, Ciudad de Panamá |                                |
|                          | Piedra 6', 11', 52' · Roldán 89' |           | Welch 62' | Árbitro(s): Theodorus Koetsier       | Árbitro(s): Theodorus Koetsier |

| 10 de agosto de 1975 | Guayana Neerlandesa          | 2:0 (2:0) | Trinidad y Tobago | Estadio Nacional, Paramaribo   |                                |
|                      | Zebeda 5' (pen.) · Schal 34' |           |                   | Árbitro(s): Theodorus Koetsier | Árbitro(s): Theodorus Koetsier |

| 24 de agosto de 1975 | Trinidad y Tobago | 1:1 (1:0) | Guayana Neerlandesa | Queen's Park Oval, Puerto España                       |                                                        |
|                      | Llewellyn 38'     |           | Schal 64'           | Asistencia: 20 000 espectadores Árbitro(s): Rudi Mozes | Asistencia: 20 000 espectadores Árbitro(s): Rudi Mozes |

### Tercera ronda
| Equipo 1            | Agr. | Equipo 2 | Ida | Vuelta |
| ------------------- | ---- | -------- | --- | ------ |
| Guayana Neerlandesa | 1-7  | Cuba     | 0–1 | 1–6    |

| 7 de diciembre de 1975 | Guayana Neerlandesa | 0:1 (0:0) | Cuba        | Estadio Nacional, Paramaribo |                        |
|                        |                     |           | Pereira 80' | Árbitro(s): Fitz Brown       | Árbitro(s): Fitz Brown |

| 21 de diciembre de 1975 | Cuba                               | 6:1 (4:0) | Guayana Neerlandesa | Estadio Pedro Marrero, La Habana                                   |                                                                    |
|                         | Pereira · Delgado · Massó · Roldán |           | Playfair            | Asistencia: 25 000 espectadores Árbitro(s): Marco Antonio Dorantes | Asistencia: 25 000 espectadores Árbitro(s): Marco Antonio Dorantes |

## Ronda final
| Equipo    | Pts. | PJ | PG | PE | PP | GF | GC | Dif |
| --------- | ---- | -- | -- | -- | -- | -- | -- | --- |
| México    | 5    | 4  | 2  | 1  | 1  | 11 | 7  | 4   |
| Guatemala | 4    | 4  | 1  | 2  | 1  | 6  | 8  | -2  |
| Cuba      | 3    | 4  | 0  | 3  | 1  | 5  | 7  | -2  |

| 28 de febrero de 1976 | México                                             | 4:2 (0:1) | Cuba                   | Estadio Toluca 70, Toluca de Lerdo |                            |
|                       | Sánchez 62' (pen.), 85' · Toribio 71' · Rangel 73' |           | Massó 40' · Roldán 56' | Árbitro(s): Henry Landauer         | Árbitro(s): Henry Landauer |

| 14 de marzo de 1976 | Cuba       | 1:1 (1:0) | México        | Estadio Latinoamericano, La Habana                           |                                                              |
|                     | Pereira 1' |           | Caballero 50' | Asistencia: 40 000 espectadores Árbitro(s): Werner Winsemann | Asistencia: 40 000 espectadores Árbitro(s): Werner Winsemann |

| 31 de marzo de 1976 | México                                    | 4:1 (1:1) | Guatemala   | Estadio Toluca 70, Toluca de Lerdo |                        |
|                     | Rangel 35', 72' · Sánchez 62' · Tapia 85' |           | Morales 26' | Árbitro(s): Ilio Matos             | Árbitro(s): Ilio Matos |

| 4 de abril de 1976 | Guatemala                                  | 3:2 (2:1) | México                 | Estadio Mateo Flores, Ciudad de Guatemala              |                                                        |
|                    | Fión 5' · Sánchez 21' (g.o.) · Morales 56' |           | Cosío 30' · Rangel 75' | Asistencia: 50 000 espectadores Árbitro(s): Ilio Matos | Asistencia: 50 000 espectadores Árbitro(s): Ilio Matos |

| 18 de abril de 1976 | Cuba              | 1:1 (0:0) | Guatemala          | Estadio Latinoamericano, La Habana                             |                                                                |
|                     | Roldán 48' (pen.) |           | Holmaza 54' (a.g.) | Asistencia: 43 700 espectadores Árbitro(s): Carlos Luis Alfaro | Asistencia: 43 700 espectadores Árbitro(s): Carlos Luis Alfaro |

| 25 de abril de 1976 | Guatemala                | 1:1 (0:1) | Cuba        | Estadio Mateo Flores, Ciudad de Guatemala                    |                                                              |
|                     | Villavicencio 61' (pen.) |           | Delgado 43' | Asistencia: 53 812 espectadores Árbitro(s): Toros Kibritjian | Asistencia: 53 812 espectadores Árbitro(s): Toros Kibritjian |

|                            |
| Bandera de México          |
| Campeón México 3.er título |

## Calificados
| Bandera de Canadá | Bandera de México | Bandera de Guatemala | Bandera de Cuba |
| Canadá            | México            | Guatemala            | Cuba            |
| Anfitrión         | 1.° puesto        | 2.° puesto           | Invitado        |

## Estadísticas
| Pos. | Equipo               | Pts | PJ | PG | PE | PP | GF | GC | Dif. | Rend. |
| ---- | -------------------- | --- | -- | -- | -- | -- | -- | -- | ---- | ----- |
| 1    | México               | 9   | 6  | 4  | 1  | 1  | 23 | 9  | 14   | 75%   |
| 2    | Guatemala            | 10  | 8  | 3  | 4  | 1  | 11 | 10 | 1    | 62.5% |
| 3    | Cuba                 | 11  | 9  | 4  | 3  | 2  | 17 | 10 | 7    | 61.1% |
| 4    | Jamaica              | 6   | 5  | 3  | 0  | 2  | 5  | 6  | -1   | 60%   |
| 5    | Costa Rica           | 5   | 4  | 2  | 1  | 1  | 5  | 4  | 1    | 62.5% |
| 6    | Trinidad y Tobago    | 5   | 5  | 1  | 3  | 1  | 5  | 5  | 0    | 50%   |
| 7    | El Salvador          | 4   | 4  | 2  | 0  | 2  | 7  | 4  | 3    | 50%   |
| 8    | Guayana Neerlandesa  | 3   | 4  | 1  | 1  | 2  | 4  | 8  | -4   | 37.5% |
| 9    | Bermudas             | 2   | 2  | 1  | 0  | 1  | 3  | 4  | -1   | 50%   |
| 10   | Barbados             | 2   | 3  | 0  | 2  | 1  | 2  | 4  | -2   | 33.3% |
| 11   | Estados Unidos       | 2   | 4  | 1  | 0  | 3  | 6  | 15 | -9   | 25%   |
| 12   | Honduras             | 1   | 2  | 0  | 1  | 1  | 0  | 2  | -2   | 25%   |
| 13   | República Dominicana | 0   | 2  | 0  | 0  | 2  | 1  | 3  | -2   | 0%    |
| 14   | Nicaragua            | 0   | 2  | 0  | 0  | 2  | 1  | 6  | -5   | 0%    |